# Eriosoma
Genre
Eriosoma est un genre d'insectes hémiptères de la famille des Aphididae (pucerons). Comme ils peuvent se recouvrir d'une toison blanchâtre protectrice évoquant la laine, ils sont appelés « lanigères ».

## Liste d'espèces
En Europe, selon Fauna Europaea (21 mars 2023) :
- Eriosoma anncharlotteae
- Eriosoma flavum
- Eriosoma grossulariae
- Eriosoma lanigerum - Puceron lanigère du pommier
- Eriosoma lanuginosum
- Eriosoma patchiae
- Eriosoma pyricola
- Eriosoma sorbiradicis
- Eriosoma ulmi - Kermès de l'orme